# Lijst van Intel-processoren
Dit is een lijst van Intel-processoren.

## 4 bits
| Processor | Jaar | Frequentie  | Aantal transistors | Aantal pinnen | Bijzonderheden | Maximaal adresseerbaar geheugen | breedte databus | breedte adresbus |
| --------- | ---- | ----------- | ------------------ | ------------- | -------------- | ------------------------------- | --------------- | ---------------- |
| 4004      | 1971 | 740 kHz     | 2300               | 16            |                | 4 kb                            | 4 bit           | 8-12 bit         |
| 4040      | 1974 | 500-740 kHz | 3000               | 24            | Interrupt      |                                 |                 |                  |

## 8 bits
| Processor | Jaar | Frequentie  | Aantal transistors | Aantal pinnen | Bijzonderheden |
| --------- | ---- | ----------- | ------------------ | ------------- | -------------- |
| 8008      | 1972 | 500-800 kHz | 3500               | 18            |                |
| 8080      | 1974 | 2 MHz       | 6000               | 40            |                |
| 8085      | 1976 | 5 MHz       | 6500               | 40            |                |

## 16 bits
| Processor | Jaar | Frequentie  | Aantal transistors | Aantal pinnen | Bijzonderheden | Maximaal adresseerbaar geheugen | breedte databus | breedte adresbus |
| --------- | ---- | ----------- | ------------------ | ------------- | -------------- | ------------------------------- | --------------- | ---------------- |
| 8086      | 1978 | 4,77-10 MHz | 29.000             | 40            |                |                                 | 16 bit          | 20 bit           |
| 8088      | 1979 | 4,7-8 MHz   | 29.000             | 40            |                |                                 | 8 bit           | 20 bit           |
| 80186     | 1982 | 6-20 MHz    |                    | 68            |                |                                 | 16 bit          | 20 bit           |
| 80188     | 1982 | 8-20 MHz    |                    | 68            |                |                                 | 8 bit           | 20 bit           |
| 80286     | 1982 | 6-12,5 MHz  | 134.000            | 68            |                |                                 | 16 bit          | 24 bit           |

## 32 bits
| Processor                 | Jaar | Frequentie      | Aantal transistors       | Aantal pinnen | Bijzonderheden                                      |
| ------------------------- | ---- | --------------- | ------------------------ | ------------- | --------------------------------------------------- |
| 80386                     | 1985 | 16-33 MHz       | 275.000                  | 132           |                                                     |
| 80486                     | 1989 | 25-100 MHz      | 1.200.000                | 168           | Coprocessor ingebouwd Level 1 cache ingebouwd       |
| Pentium                   | 1993 | 60-100 MHz      | 3.100.000                |               | dubbele pijplijn                                    |
| Pentium Pro               | 1995 | 150-200 MHz     | 5.500.000                |               |                                                     |
| Pentium MMX               | 1997 | 166-233 MHz     | 5.000.000                |               | 57 extra instructies                                |
| Pentium II                | 1997 | 233-450 MHz     | 7.500.000                |               |                                                     |
| Pentium II Celeron        | 1998 | 233-433 MHz     | 7.500.000 - 19.000.000   | 370/528       |                                                     |
| Celeron D                 |      | 2,53-3,20 GHz   |                          |               |                                                     |
| Pentium III               | 1999 | 450-1400 MHz    | 12.000.000               | 370           | eerste CPU met SSE                                  |
| Pentium III Celeron       | 2000 | 600-1000 MHz    | 28.100.000               |               |                                                     |
| Pentium 4                 | 2000 | 1,3-3,8 GHz     | 55.000.000               | 478/775       |                                                     |
| Pentium 4 Celeron         | 2000 | 1,7-3,2 GHz     | 42.000.000 - 125.000.000 |               |                                                     |
| Pentium 4 Extreme Edition | 2005 | 3,2-3,4 GHz     | 130.000.000              | 478           | 2 MB L3 cache                                       |
| Pentium M                 | 2003 | 0,9-2,26 GHz    | 77.000.000 - 144.000.000 | 479           | doorontwikkeling van de Pentium III architectuur    |
| Xeon                      |      | 1,6-3,6 GHz     |                          | 603           |                                                     |
| Xeon MP                   |      | 3,0 GHz         |                          |               | dubbele kern                                        |
| Intel Celeron D           | 2006 | 2,4-3,46 GHz    |                          | 478/775       |                                                     |
| Intel Core Solo           | 2006 | 1,066-1,866 GHz | 151.000.000              | 775           |                                                     |
| Intel Core Duo            | 2006 | 1,5-2,33 GHz    | 151.000.000              | 775           | dubbele kern, allereerste dualcore CPU voor laptops |

## 64 bits
| Processor                      | Jaar      | Frequentie                 | Aantal transistors        | Socket type                                                     | Kernen  | Cache          | Codenaam |
| ------------------------------ | --------- | -------------------------- | ------------------------- | --------------------------------------------------------------- | ------- | -------------- | --- |
| Itanium                        | 2001      | 733-800 MHz                |                           |                                                                 |         |                | |
| Itanium 2                      | 2002      | 1,0-1,5 GHz                |                           |                                                                 |         |                | |
| Pentium D                      | 2005      | 2,66-3,4 GHz               | 230.000.000 - 376.000.000 | 775                                                             | 2       | 2-6 MB         | |
| Pentium 4 Extreme Edition      | 2005      | 3,4-3,73 GHz               |                           | 775                                                             | 2       |                | |
| Intel Core 2 Duo               | 2006      | 1,8-3,33 GHz               | 167.000.000 - 291.000.000 | 775                                                             | 2       | 2-6 MB         | |
| Intel Core 2 Extreme           | 2006      | 3,2 GHz                    | 291.000.000               | 775                                                             | 2       | 4-12 MB        | |
| Intel Core 2 Quad              | 2007      | 2,40 GHz - 3,00 GHz        | 582.000.000               | 775                                                             | 4       | 4-12 MB        | |
| Intel Core 2 Quad Xeon         | 2008      | 3,22 GHz                   |                           | 1366                                                            | 4 tot 8 |                | |
| Intel Atom                     | 2008      | 0,8-1,87 GHz               |                           | 437                                                             | 1 of 2  |                | |
| Intel Atom2                    | 2011      | 1,87-2,16 GHz              |                           | 437                                                             | 2       |                | |
| Intel Celeron                  | 2013-2022 | 1,04-3,60 GHz              |                           | 1151                                                            | 2 of 4  | 1-4 MB         | Alder Lake, Elkhart Lake |
| Intel Core i3                  | 2010      | 2,93-3,06 GHz              |                           | 1156                                                            | 2       | 2-8 MB         | |
| Intel Core i5                  | 2009      | 2,66-2,66 GHz              |                           | 1156                                                            | 2 tot 4 | 4-9 MB         | |
| Intel Core i7                  | 2008      | 2,66-3,22 GHz              | 700.000.000 - 800.000.000 | 1366                                                            | 4       | 8 MB           | |
| Intel 2de generatie Core       | 2011      | 2,80-3,90 GHz (Turbo)      | 504 miljoen-1,16 miljard  | 1155                                                            | 2-4     | 8 MB           | Sandy Bridge |
| Intel 3de generatie Core       | 2012      | 2,50-3,90 GHz (Turbo)      | 504 miljoen-1,4 miljard   | 1155                                                            | 2-4     | 8 MB           | Ivy Bridge |
| Intel 4de generatie Core       | 2013      | 2,00-3,90 GHz (Turbo)      | N/A                       | 1150                                                            | 2-4     | 6-8 MB         | Haswell |
| Intel 5de generatie Core       | 2014      | 3,30-3,70 GHz (Turbo)      | N/A                       | 1150                                                            | 2-4     | 2-8 MB         | Broadwell |
| Intel 6de generatie Core       | 2015      | 4,00-4,20 GHz (Turbo)      | N/A                       | 1151                                                            | 2-4     | 2-8 MB         | Skylake |
| Intel 7de generatie Core       | 2016      | 4,00-4,20 GHz (Turbo)      | N/A                       | 1151                                                            | 2-4     | 2-8 MB         | Kabylake |
| Intel 8ste generatie Core      | 2017      | 3,20-4,70 GHz              |                           | 14 nm                                                           | 2-6     | 12 MB          | Coffee lake |
| Intel 8ste generatie Core      | 2018      | 3,20-4,70 GHz              |                           | 10 nm                                                           | 2-6     | 12 MB          | Cannonlake |
| Intel 9de generatie Core       | 2018      | x,xx-4,90 GHz              |                           | 14 nm (300 series chipset)                                      | 2-8     | 12 MB          | Coffee Lake Refresh |
| Intel 10de generatie Core      | 2019      | 1,30-5,10 GHz (Turbo)      |                           | 14 nm, 10 nm (400 series chipset)                               | 2-10    | 16 MB          | Comet lake, Ice Lake |
| Intel 11de generatie Core      | 2020-2021 | 4,40-4,90 GHz              |                           | 10 nm, 14 nm (500 series chipset)                               | 4-8     | 12 MB          | Tiger lake, Rocket Lake |
| Intel 12de generatie Core      | 2021-2022 | 1,00-5,50 GHz (Base&Turbo) |                           | 10 nm LGA 1700                                                  | 4-16    | 12-30 MB       | Alder Lake |
| Intel 13de generatie Core      | 2022      | 2,20-5,80 Ghz (Base&Turbo) |                           | 10 nm, LGA 1700                                                 | 14-24   | 24-36 MB       | Raptor Lake |
| Intel 14de generatie Core      | 2023      | 2,20-5,80 Ghz(Base&Turbo)  |                           | 10 nm, LGA 1700                                                 | 14-14   | 36 MB          | Meteor Lake |
| Intel Core i7 Extreme Editions | 2009/2016 | 3,00-3,70 GHz              |                           | 1366/2011/2011-3                                                | 4-16    | 15-20 MB       | Gulftown, Sandy Bridge-E, Ivy Bridge-E, Haswell-E, Broadwell-E                                                                                              |
| Intel Core i9                  | 2017      | 2,6-3,3 GHz                |                           | 2066, 1200                                                      | 4-18    | 13,75-24,75 MB | Skylake-X, Cascade Lake, Rocket Lake |
| Intel Xeon                     | 1998/2023 | 400 MHz-4,10 GHz           |                           | Slot2/603/604/771/775/1155/1150/1151/1356/1366/1567/2011/2011-3 | 1-56    | 512 KB-55 MB   | P6, NetBurst, Pentium M Yonah, Core-Based, Nehalem, Gulftown, Sandy Bridge + (-E), Ivy Bridge (-E), Haswell +(-E), Broadwell +(-E), Skylake-X, Cascade Lake |

Bron: Intels uitgebreide nummeringuitleg